# Fredriksberg skola
Fredriksberg skola var den första folkskolan i Sjundeå i Finland. Skolan grundades år 1871 och den låg strax intill Sjundeå kyrkoby. Nuförtiden finns Sjundeå hembygdsmuseum i den gamla skolbyggnaden.

## Historia
Sjundeå kommunalstämma antog förslag till reglemente för en högre folkskola i Sjundeå den 12 december 1870. Samtidigt beslöt stämman sig att köpa villan Fredriksberg jämte uthus av pastor Fredricsson. Villan uppfördes år 1864 invid vägen mellan Sjundeå prästgård och Sjundeå S:t Petri kyrka. Köppriset var 3 000 mark och detta betalades i årliga rater om 500 mark.
Läraren som skulle antas till skolan borde ha genomgått Jyväskylä seminarium och behärska i svenska och finska språken. Till den första läraren i Fredriksberg skola antogs Oskar Dannholm. Kommunen beslöt att betala Dannholm 200 mark årligen förutom ved och husrum.
Fredriksberg skola inledde planenligt sin verksamhet den 1 september 1871. Till öppningstillfället, där kaplan Emil Telenius höll ett tal, hade endast ett fåtal personer kommit. Fredriksberg skola kunde bereda rum för 28 elever men under skolans första år steg elevantalet dock ej högre än till 18. Senare framställdes ett önskemål om inrättande av en flickskola men kommunen ansåg att inte ha råd att grunda en ny skola. Istället beslöt kommunalstämman den 29 maj 1876 att också flickor skulle få inskrivas vid skolan. Läraren Dannholms hustru åtog sig handarbetsundervisningen. Dannberg avgick från sin befattning vid följande lästermins avslutning och lärartjänsten sköttes av en vikarie under vårterminen 1877.
Hösten 1877 började Sofia Österberg som lärare i Fredriksberg skola. Österberg hade genomgått Ekenäs seminarium. När hon efter fyra år avgick efterträddes hon av Augusta Långström som också kvarstod fyra års tid. Victoria Boxström som därefter blev lärare vid Fredriksberg skola blev en märkeskvinna i Sjundeå kommuns folkskolhistoria. Under flera årtionden skötte Boxström sitt arbete och även blev föreningsbandet inom Sjundeå sockens folkskollärarkår. Boxström arbetade också i kulturföreningarnas och den fria folkbildningssträvandenas tjänst.
Fredriksberg skola upphörde 1924 när distriktet uppdelades mellan Bäcks och Aiskos folkskolor.